# Ford du Canada Limitée

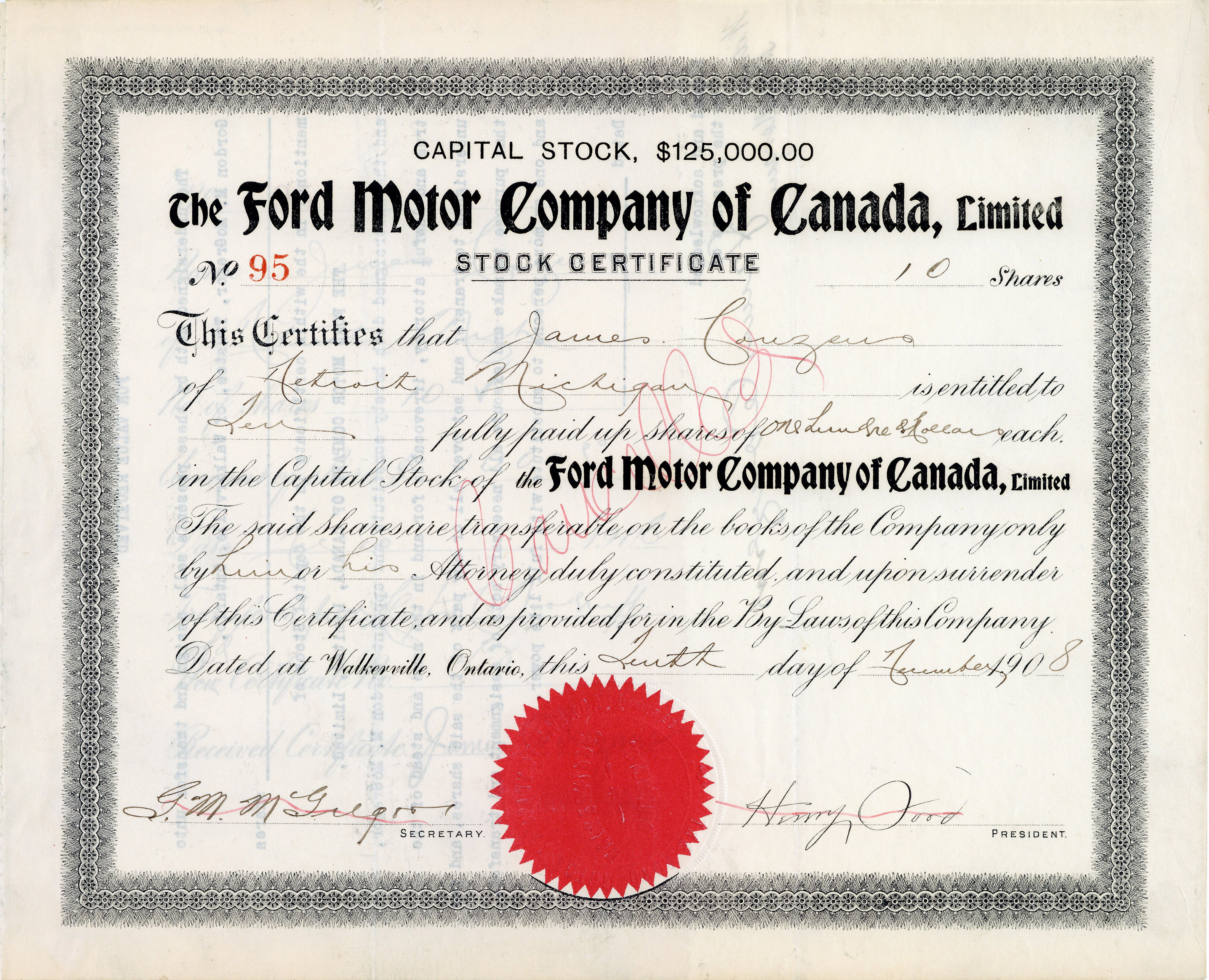
Action de la Ford Motor Company of Canada, émise le 10 novembre 1908 à Walkerville, Ontario, enregistrée au nom de Henry Couzens, signée dans l'original par Henry Ford en tant que président. Couzens a été l'un des fondateurs de Ford Motor Company en 1903 et y a travaillé jusqu'en 1919 en tant que vice-président et directeur général.

La compagnie Ford du Canada est la filiale canadienne du constructeur américain Ford. Elle a été fondée en 1904 à Walkerville, en Ontario, avec Gordon McGregor (en) comme président et   Henry Ford comme vice-président. Ford devint président en 1906 et conserva ce titre jusqu'à ce que son fils Edsel Ford lui succède en 1927.
Ford du Canada célébra son centième anniversaire en 2004, soit une année après que l'entreprise-mère aux États-Unis eut fait la même chose en 2003. 
Son PDG actuel est Joe Hinchins. La firme vend des automobiles neuves et usagées au Canada et dans d'autres pays.

## Usines de Ford au Canada
- QG canadien  -- Oakville (Ontario)
- Usine de camions de l'Ontario -- Oakville (Ontario)
- Usine d'assemblage d'Oakville - Oakville (Ontario)
- Usine d'assemblage St. Thomas -- St. Thomas (Ontario)
- Usine de moteurs de Windsor-- Windsor (Ontario)
- Usine de moulage de Windsor -- Windsor (Ontario)
- Usine d'aluminium d'Essex -- Windsor (Ontario)
- Usine de moteurs d'essex -- Windsor (Ontario)
- Installation d'essai sous froid extrême -- Thompson (Manitoba)

## Modèles

### Véhicules produits actuellement
- Ford Freestar
- Ford Edge
- Ford Crown Victoria
- Mercury Grand Marquis
- Lincoln MKX

### Véhicules produits antérieurement
- Ford SVT Lightning (2e génération)
- Mercury Monterey
- Mercury Marauder
- Ford F-150
- Ford Tempo
- Ford Model-C
- Ford Model-K
- Ford Model-N
- Ford Model-T